# أنكول
أنكول هي منطقة ساحلية منخفضة الارتفاع، تقع إلى الشرق من كوتا توا جاكرتا في شمال جاكرتا في إندونيسيا. تمتدت المنطقة من الأراضي الساحلية المنخفضة من كوتا توا جاكرتا من الغرب إلى تانجونج بريوك في الشرق. اليوم أنكول تحتوي على منتجع الشاطئ الرئيسي في جاكرتا. يقع فيها حديقة إمبيان جايا أنكول أكبر منطقة سياحية متكاملة في جنوب شرق آسيا.
وبعد استقلال إندونيسيا، أصبحت أنكول واحدة من القرى الإدارية (كيلوراهان) في منطقة باديمانغ الفرعية في شمال جاكرتا. كما تحدها خليج جاكرتا من الشمال، وميناء سوندا كيلابا من الغرب، وقناة كالي جابات من الشرق.

## الحكومة
تضم القرية الإدارية في أنكول الرمز البريدي 14430.

## التاريخ

### فترة ما قبل الاستعمار
يشير اسم أنكول إلى نهر يقع على بعد حوالي 3 كم شرق ميناء سوندا كيلابا والمنطقة المحيطة به. يقع مصب نهر أنكول حيث تقع الآن منطقة بوتري دويونج كوتيدج. كانت المنطقة المحيطة بنهر أنكول أرضاً ساحلية منخفضة، تتميز بمسطحات مائلة من الماء وغابات المانغروف والمستنقعات.
أول ذكر لأنكول كان في Koropak 406، وهي مخطوطة بأوراق النخيل مكتوبة في القرن السادس عشر. ذكرت محاولة سلطنة بانتن، سيريبون وديماك في حصار سوندا كيلابا، وأن منطقة أنكول تعتبر واحدة من الأماكن الاستراتيجية لمهاجمة ميناء سوندا كيلابا.

### وصول الأوروبيين
عندما وصل البرتغاليون في أواخر القرن السادس عشر، رحبت مملكة باكوان باجاجاران الهندوسية بوصولهم وأعربت عن أملها في أن يحميهم البرتغاليون من الهجوم الذي شنته سلطنة بانتن الإسلامية وديماك وسيريبون. على الرغم من تحالفهم تمكنت السلطنات الثلاث، تحت قيادة فتح الله من هزيمة كل من مملكة باكوان باجاجاران والبرتغاليين بمهاجمة الميناء من المنطقة الشرقية، عبر منطقة أنكول الساحلية. تم تغيير اسم سوندا كيلابا إلى جاياكارتا.
في وقت لاحق من القرن السابع عشر، هُزم حاكم جاياكارتا من قبل الهولنديين. تم القضاء على المدينة بالكامل وتم تطوير مدينة جديدة محصنة اسمها باتافيا، على الضفة الشرقية لسيليونج. للسيطرة على مياه باتافيا، تم بناء نظام من القنوات لربط قنوات باتافيا مع النهر القريب: نهر أنكي وأنكول. القناة التي تربط باتافيا مع أنكول كانت تسمى أنتجولسشيفارت، وقد تم تأسيسها بحلول عام 1650. تم إنشاء العديد من الحصون والبطاريات لحماية هذه القنوات، مثل سكونس زوتلاند (المياه المالحة الهولندية) التي تحرس النقطة التي تلتقي فيها قناة أنكول مع نهر أنكول، والذي سيتم ترقيته لاحقًا إلى قلعة أنكول في القرن الثامن عشر. بحلول نهاية القرن الثامن عشر كانت بطاريتان تحميان مصب نهر أنكول، سلينجرلاند من الشرق، زيلوت إلى الغرب. تم بناء منازل المنتجعات مثل منزل أدريان فالكنير على طول قناة أنكول كمنتجع شاطئي. كانت المنطقة الساحلية إلى الضفة الشرقية لنهر أنكول، والتي تحمل اسم سلينجرلاند أو سانجيرلانغ (المعروفة الآن باسم منطقة أنكول السكنية)، وجهة شهيرة للنخب. كان المعبد الصيني دا بو قونغ الذي بُني عام 1650 من أوائل المباني التي شُيدت في أنكول.
خلال القرن التاسع عشر، تم التخلي عن باتافيا القديمة تدريجياً لصالح ولتفيردن الأكثر صحة ونظافة. خلال هذه الفترة بقيت منطقة أنكول غير متطورة.
مع بناء ميناء جديد في تانجونغ بريوك في أواخر القرن التاسع عشر، تم تمديد قناة أنكول التي عمرها 200 عام لتصل إلى ميناء تانجونغ بريوك. تم إنشاء خط سكة حديد جديد على طول قناة أنكول، يربط منطقة باتافيا مع محطة تانجونج بريوك. على الرغم من إدخال هذه البنية التحتية الجديدة، ظلت منطقة أنكول خالية من أي تنمية حضرية.

### الحرب العالمية الثانية
أثناء الاحتلال الياباني للهند الشرقية الهولندية كانت منطقة أنكول المستنقعية تستخدم كأماكن للإعدام ومقبرة جماعية لأولئك الذين يعارضون القوات اليابانية، وخاصة الهولنديين. تم إعادة دفن هؤلاء الضحايا لاحقًا في مقبرة جديدة على ساحل أنكول، تم افتتاح مقبرة أنكول في 14 سبتمبر 1946. تحتوي المقبرة المعروفة أيضًا باسم "مقبرة الإعدام"، على أكثر من 2.000 ضحية للإعدام خلال الاحتلال الياباني الكثير منهم غير معروفين. بسبب قربها من الساحل فإن المقبرة مهددة بفيضان مياه البحر.

### الفترة الحديثة
في عام 1960 بقيت أنكول مستنقعات غير مستغلة تحوي على البعوض وبرك الأسماك. اقترح الرئيس سوكارنو المعروف ببدء العديد من المشاريع الضخمة في جاكرتا، فكرة استصلاح المستنقعات وتحويلها إلى أكبر مركز ترفيه وترفيه في جاكرتا. بدأت هذه الفكرة أخيرًا في عام 1965 وهي الفكرة التي عارضت الفكرة الأولى لتطوير أنكول إلى منطقة صناعية.
بدأ التطوير خلال ولاية علي صديقين حاكم جاكرتا في عام 1966. تم تسمية المجمع الترفيهي تامان إمبيان جايا أنكول. كان المرفق الأول هو شاطئ بينا ريا أنكول، الذي اشتهر بمسرحه بالسيارة خاصة خلال السبعينيات. تم بناء متنزه دنيا فانتاسيا الترفيهي في عام 1984. اليوم تُعرف منطقة الترفيه التي تبلغ مساحتها 552 هكتار باسم مدينة خليج أنكول جاكرتا، وتحتوي على فنادق ومنازل ريفية وشواطئ ومدينة ملاهي وأماكن سوق تقليدية وحوض أسماك وحوض جولف ومرسى.